# لاتمحله تیکسر
لاتمحله تیکسر، روستایی از توابع بخش اتاقور شهرستان لنگرود در استان گیلان ایران است.

## جمعیت
این روستا در دهستان اتاقور قرار دارد و براساس سرشماری مرکز آمار ایران در سال ۱۳۸۵، جمعیت آن زیر سه خانوار بوده‌است.

## ادبیات
شعری در قالب چهارپاره با عنوان تیکسر توسط مرتضی عابدپور لنگرودی سروده شده است.۱